# Fédération camerounaise de handball
La Fédération camerounaise de handball (FECAHAND) est l'organisme administratif et de contrôle du handball et du beach handball en République du Cameroun. Fondée en 1970, la FECAHAND est membre de la Confédération africaine de handball (CAHB) et de la Fédération Internationale de Handball (IHF).
Son président est Oumate Abba. La fédération est classée à la 78e place du classement mondial de l'IHF.

## Équipes nationales
- Équipe nationale masculine de handball du Cameroun
- Équipe nationale junior masculine de handball du Cameroun
- Équipe nationale féminine de handball du Cameroun